# Elias Katz
Elias Katz (Turku, 22 juni 1901 – Gazastrook, 26 december 1947), was een Finse atleet.

## Biografie
Katz nam eenmaal deel aan de Olympische Zomerspelen en won met het 3.000 m team de gouden medaille en de zilveren medaille op de 3.000 m steeplechaseloper achter zijn landgenoot Ville Ritola.
In 1933 emigreerde Katz naar Palestina waar hij in 1947 werd doodgeschoten tijdens de Arabisch-Israëlische oorlog.

## Persoonlijke records
| Onderdeel                | Prestatie | Jaar |
| ------------------------ | --------- | ---- |
| 3000 m                   | 8.35,8    | 1924 |
| 3000 m Steeplechaseloper | 9.34,5    | 1926 |

## Palmares

### 3.000 m Steeplechaseloper
- 1920:  OS - 9.44,0

### 3.000 m team
- 1920:  OS - 8 punten

1912: Tell Berna, George Bonhag, Abel Kiviat, Louis Scott, Norman Taber ·
1920: Horace Brown, Michael Devaney, Ivan Dresser, Arlie Schardt, Lawrence Shields ·
1924: Elias Katz, Frej Liewendahl, Paavo Nurmi, Ville Ritola, Eino Seppälä, Sameli Tala
- Gemeinsame Normdatei: 1317251415
- World Athletics: 14563227
- Virtual International Authority File: 1488170671813816650009